# Sarh
Sarh je grad u Čadu, sa 119.400 stanovnika treći po veličini u državi. Nalazi se na jugu Čada, 60 km od granice sa Srednjoafričkom Republikom i oko 560 km od glavnog grada N'Djamene. Leži na rijeci Chari. Sjedište je regije Moyen-Chari i departmana Barh Kôh.
Kolonijalno ime grada bilo je Fort Archambault, prema mladom francuskom časniku Gustaveu Archambaultu, koji je 1899. poginuo u borbama na području današnje Srednjoafričke Republike. Osnovali su ga Francuzi na mjestu ribarskog sela Kokaga, koje postoji i danas. Godine 1972. Fort Archambault preimenovan je u Sarh.
Gradska je ekonomija usmjerena na poljoprivredu i u manjoj mjeri na ribarstvo, zbog rijeke Chari koja teče kroz Sarh. Također su tu tvornica industrijskih tkanina i šećerana.

## Gradovi prijatelji
- Cherbourg-Octeville (Francuska)